# Leningradskij (obwód nowosybirski)
Leningradskij (ros. Ленинградский) – osiedle w Rosji, w obwodzie nowosybirskim, w rejonie krasnoziorskim. W 2010 liczyło 139 mieszkańców.